# Circonscription d'Adoua ville
La circonscription d'Adoua ville est une des 38 circonscriptions législatives de l'État fédéré du Tigré, elle se situe dans la Zone centre. Son représentant actuel est Meles Zenawi Asres, Premier ministre éthiopien.